# 阿科皮亚拉
阿科皮亚拉是巴西塞阿拉州的一个市镇。总面积2265.316平方公里，总人口48781人，人口密度21.5人/平方公里。